# تجكجة
تجكجة مدينة بوسط موريتانيا تأسست 1660م من طرف مجموعة من قبيلة إدوعلي قادمة من مدينة شنقيط التاريخية بسبب الحرب. وهي مدينة تُعرف بالتمور.
تقع على ظهر هضبة تكانت. وهي عاصمة ولاية تكانت. وقد اشتهرت هذه المدينة تاريخياً بدور سكانها العلمي، وانتساب العلامة سيدي عبد الله بن الحاج إبراهيم العلوي إليها، كما قتل فيها الغازي والحاكم الفرنسي كزافيي كبولاني سنة 1905 م.
لها ظهير زراعي غني يعتمد على مياه دائمة. ساعدها على النمو في الفترة الأخيرة اختيارها عاصمة للولاية التاسعة عند إنشائها، بالإضافة إلى الجفاف الذي حدا ببعض القبائل إلى الهجرة إليها.
شهدت المدينة نمواً حضرياً بدرجة لا تقل عن مدن الفترة الإستعمارية، والتي تهيأت لها كل أسباب النمو والازدهار مثل مدينتي كيفة وكيهيدي، وكذلك على الرغم من سوء حالة الطريق الذي يربطها بواحات وادي تامورت النعاج أثناء المواسم. فهنالك علاقة وارتباط بين هذه الواحات وبين تجكجة مما يزيد من أهمية وظيفتها التجارية.
تتميز المدينة ببساطتها. فلا يزال الطريق الرئيسي يصل بين الحي الإداري إلى الغرب، حيث توجد القلعة التي قتل فيها كوبولاني. أما في الجانب الشرقي من الطريق، فتوجد المدينة القديمة بحواريها الضيقة حيث يسود نظام المظلات التي تقي من أشعة الشمس الشديدة. ويوجد في هذا القسم أيضاً المسجد الكبير «الجامع». وتوجد به كذلك السوق الرئيسة. وتتكوّن منازل هذا الجزء من طبقتين. ولقد شهدت المدينة نمواً عمرانياً حديثاً حول منطقة النواة القديمة. وكان هذا النمو في الاتجاه الشمالي أساساً على طول الطريق الذي يؤدي إلى المطار. ومن خصائص مناطق النمو الحديث أنها قائمة على أسس هندسية ومعمارية حديثة.

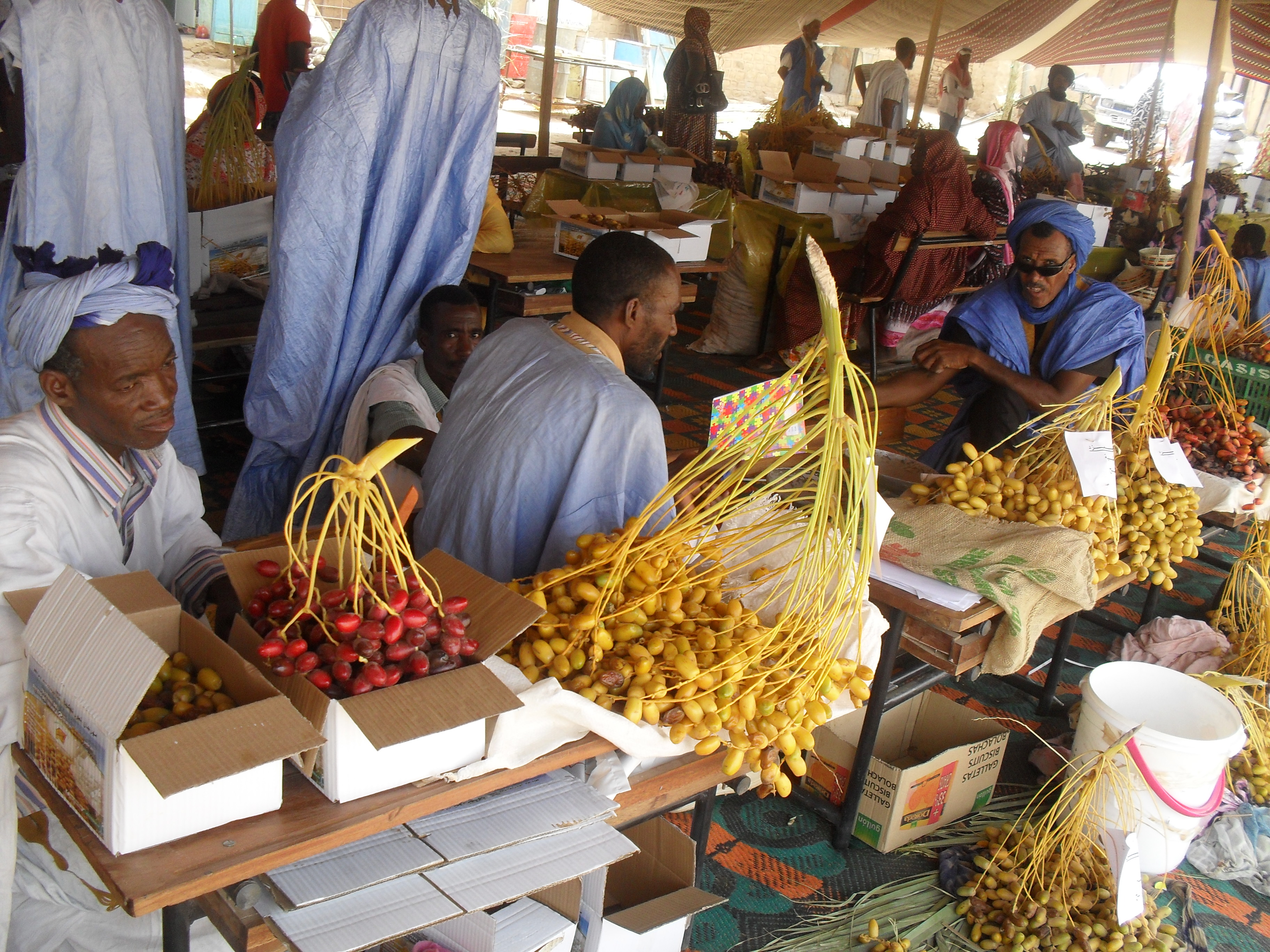
سوق التمور.
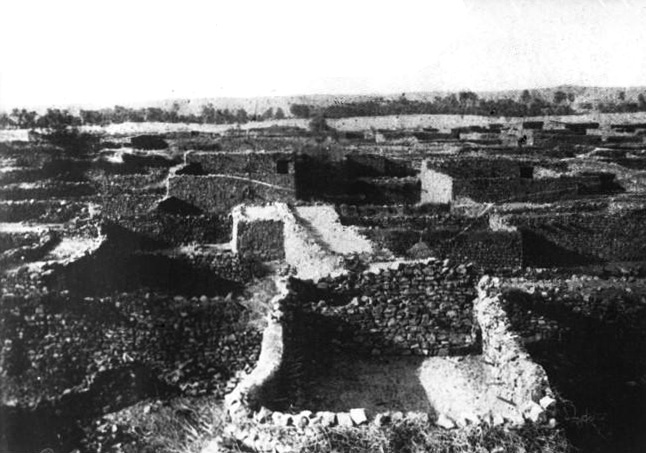
1908م
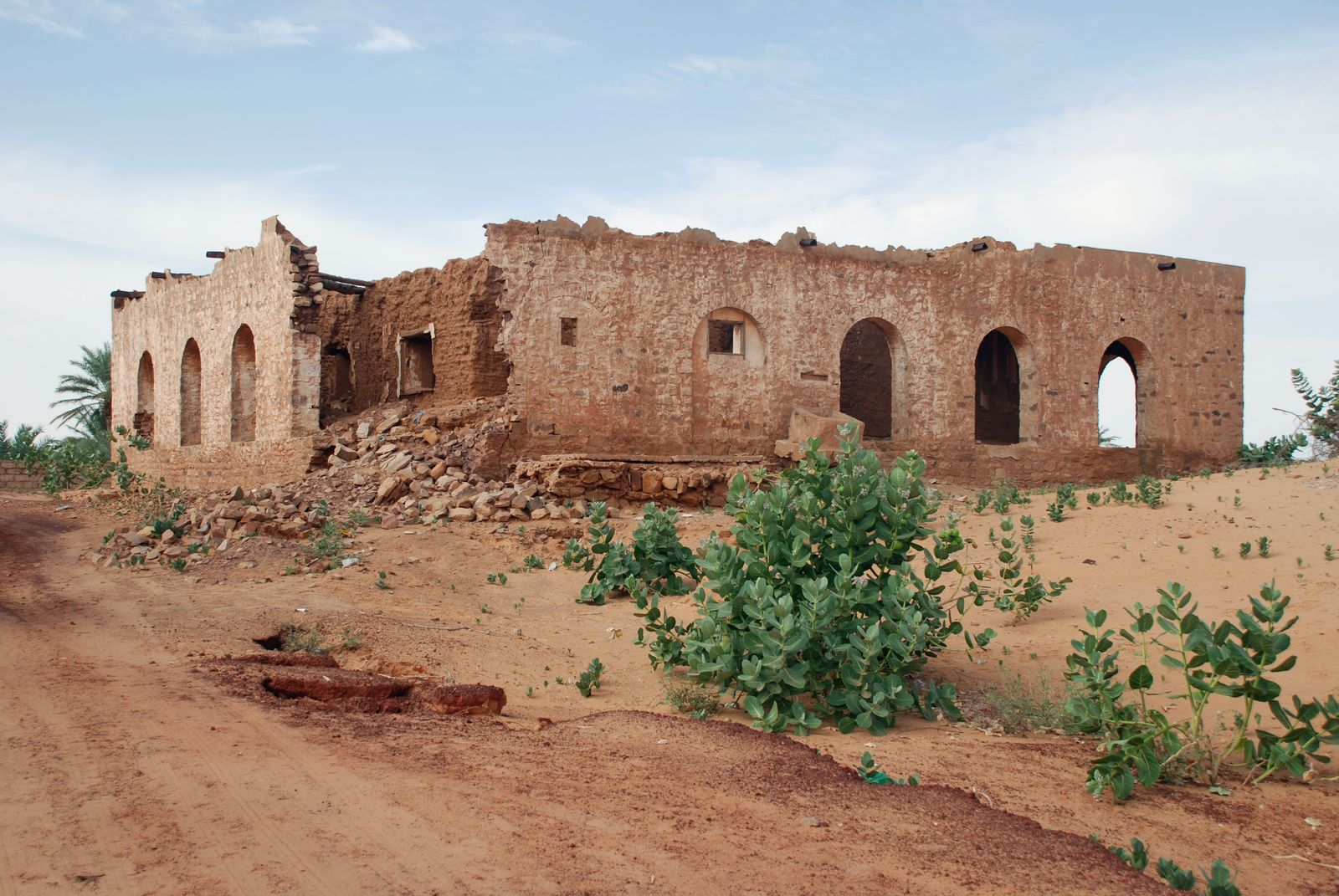
مبنى يعود للاستعمار الفرنسي.
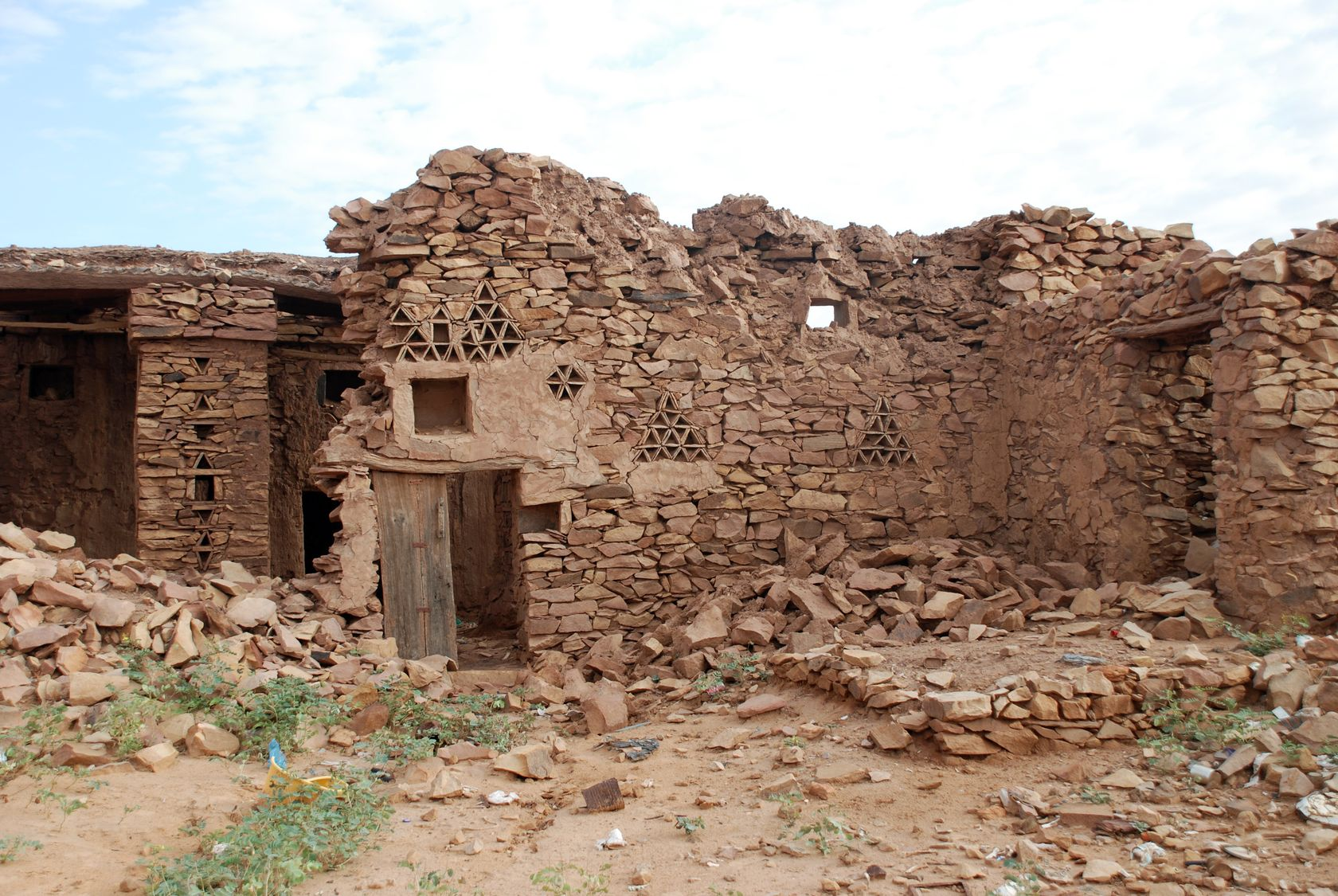
جدار تقليدي قديم
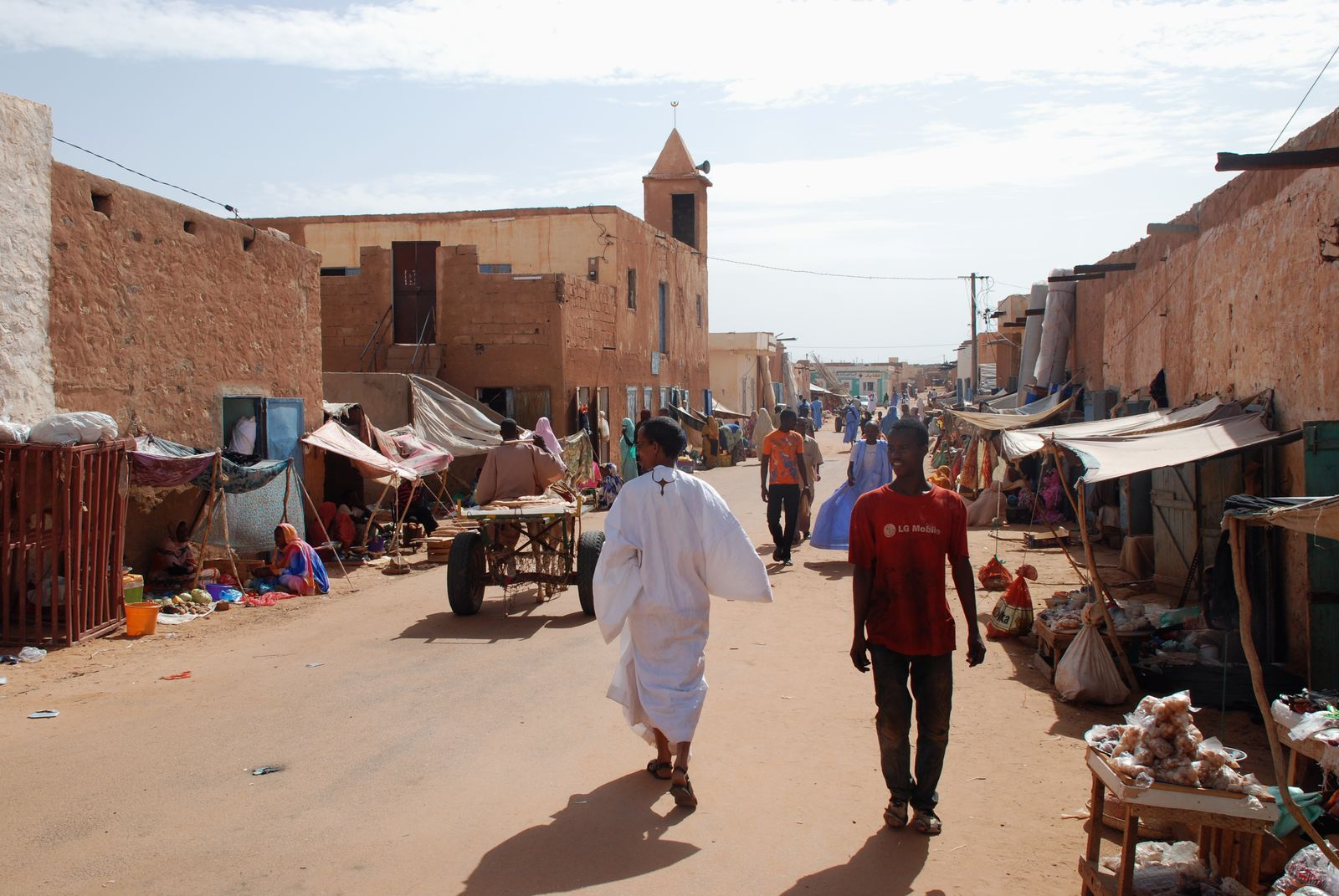
السوق